# Квітра
Квітра  (також куїтра, quitra) — струнний інструмент з Алжиру. Це регіональний інструмент з родини старовинних інструментів лютні, близький до італійської гітари.
Має 8 рядків по 4 курси. Налаштований G3 G3, E4 E4, A3 A3, D4 D4. Традиційні струни виготовлені з кишок тварин.